# 市谷甲良町
市谷甲良町（いちがやこうらちょう）は、東京都新宿区の町名。住居表示実施済み区域であり、「丁目」の設定がない単独町名である。

## 地理
新宿区の東部に位置する。北は大久保通りを境に市谷山伏町に接し、北東の大久保通り上の一点で北山伏町、東は南山伏町及び二十騎町、南は市谷加賀町二丁目、南西から西にかけては市谷柳町にそれぞれ接する。町域内はマンションを含む住宅地として利用されているが、大久保通り沿いについては商業地と混在している。

### 地価
住宅地の地価は、2024年（令和6年）7月1日の地価調査によれば、市谷甲良町1-5の地点で120万円/m2となっている。

## 歴史
江戸時代初期に幕府の武家地として成立。北側を旗本地として、南側は御先手組同心大縄地とされた。
先手組同心大縄地はのちに医師などに地貸しされ、田安家医師吉野元順が回春塾を開業している。
明治2年(1869年)、当時町屋であった市谷甲良屋敷を合併し、旧幕府時代大棟梁だった甲良氏の由来を採り、市谷甲良町が誕生した。のち、1878年（明治11年）、旧市谷甲良屋敷～当時の1番地を市谷柳町に編入した。近隣の5か町とともに、1990年（平成2年）に住居表示が実施され、実施後も旧来の町名・町域が引き継がれた。

### 地名の由来
市谷甲良屋敷に住み江戸時代大棟梁だった甲良氏を由来とする。この旧市谷甲良屋敷は1878年（明治11年）に市谷柳町に編入されたため、現在の町域内に市谷甲良町の由来に関わるものは残存しない。

## 世帯数と人口
2025年（令和7年）3月1日現在（新宿区発表）の世帯数と人口は以下の通りである。
- 世帯数 : 468世帯
- 人口 : 834人

### 人口の変遷
国勢調査による人口の推移。
| 年                 | 人口 |
| ------------------ | ---- |
| 1995年（平成7年）  | 445  |
| 2000年（平成12年） | 442  |
| 2005年（平成17年） | 596  |
| 2010年（平成22年） | 630  |
| 2015年（平成27年） | 635  |
| 2020年（令和2年）  | 864  |

### 世帯数の変遷
国勢調査による世帯数の推移。
| 年                 | 世帯数 |
| ------------------ | ------ |
| 1995年（平成7年）  | 232    |
| 2000年（平成12年） | 241    |
| 2005年（平成17年） | 329    |
| 2010年（平成22年） | 351    |
| 2015年（平成27年） | 344    |
| 2020年（令和2年）  | 489    |

## 学区
区立小・中学校に通う場合、学区は以下の通りとなる（2018年8月時点）。
- 区域 : 全域
  - 小学校 : 新宿区立市谷小学校
  - 中学校 : 新宿区立牛込第一中学校

## 交通
町域内に鉄道駅はないが、都営大江戸線の牛込柳町駅が至近にある。

## 事業所
2021年（令和3年）現在の経済センサス調査による事業所数と従業員数は以下の通りである。
- 事業所数 : 20事業所
- 従業員数 : 112人

### 事業者数の変遷
経済センサスによる事業所数の推移。
| 年                 | 事業者数 |
| ------------------ | -------- |
| 2016年（平成28年） | 15       |
| 2021年（令和3年）  | 20       |

### 従業員数の変遷
経済センサスによる従業員数の推移。
| 年                 | 従業員数 |
| ------------------ | -------- |
| 2016年（平成28年） | 84       |
| 2021年（令和3年）  | 112      |

## 施設
- 医療法人社団鉄友会 柳町病院 - 敷地の一部が市谷甲良町にあたる。
- 試衛館跡 - 新選組局長、近藤勇が開いていた道場の跡地
- 茶道裏千家東京茶道会館
- ソアールタワー市ヶ谷の丘

## その他

### 日本郵便
- 郵便番号 : 162-0856[3]（集配局 : 牛込郵便局[16]）。